# Cameron Hughes
Cameron Hughes (* 22. Juli 1972) ist ein ehemaliger australischer Radrennfahrer.
Cameron Hughes fuhr zum ersten Mal mit einer UCI-Lizenz 2002 für das Giant Asia Racing Team. Ein Jahr später fuhr er für Schroeder Iron. Bei der Tour of South China Sea wurde er Fünfter und im folgenden Jahr Achter der Gesamtwertung. 2004 wechselte er zu Subway-Express. In seinem zweiten Jahr dort konnte er die El Salvador-Rundfahrt für sich entscheiden. 2006 wurde Hughes Dritter der zweiten Etappe bei kanadischen GP Cycliste de Beauce. 2007 siegte er im Eintagesrennen Grafton to Inverell Cycle Classic. 
Nach seinem Rücktritt vom aktiven Radsport 2009 ist Hughes in Brisbane als Radsporttrainer tätig.

## Erfolge
2005
- El Salvador-Rundfahrt

2009
- eine Etappe Tour de Singkarak (Mannschaftszeitfahren)